# O Rei Amarelo em quadrinhos
O Rei Amarelo em quadrinhos é uma antologia em quadrinhos publicada pela editora Draco composta por oito histórias inspiradas no livro de contos The King in Yellow, de Robert W. Chambers. Organizada pelo editor Raphael Fernandes, a antologia foi aberta para inscrições por roteiristas e desenhistas, sendo ao fim selecionadas oito HQs de 20 páginas cada, produzidas em preto e branco com tons de amarelo. O livro ganhou o Troféu HQ Mix de 2016 na categoria "melhor publicação mix" e inspirou uma nova antologia, desta vez dedicada ao personagem Cthulhu, de H. P. Lovecraft, autor que se inspirou em The King in Yellow.